# Фонтана Скурано (Фрозиноне)
Фонтана Скурано је насеље у Италији у округу Фрозиноне, региону Лацио.
Према процени из 2011. у насељу је живело 809 становника. Насеље се налази на надморској висини од 405 м.